# Apium prostratum
Apium prostratum es una especie herbácea, endémica de las costas de Australia.

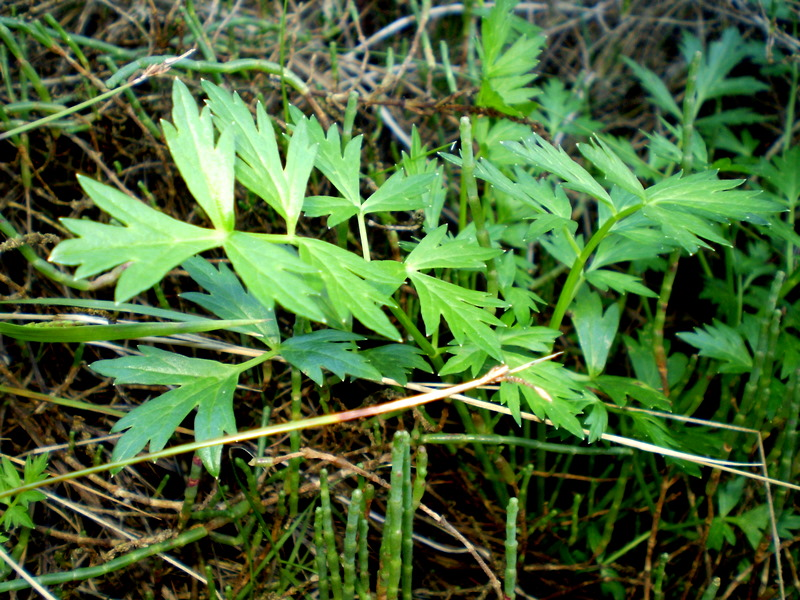
Hojas de Apium prostratum var. filiforme

## Descripción
Tiene hojas de variadas formas, con folíolos dentados y posee un fuerte aroma a apio.

## Usos
Fue consumida por los colonos como alimento de supervivencia en los primeros días de la Colonia de Sídney. Condimenta tan bien como el apio,  usándose para dar sabor a sopas.

## Taxonomía
Apium prostratum fue descrita por Vent. ex Labill.  y publicado en Relation du Voyage à la Recherche de la Pérouse 1:. 1800.
Etimología
Apium: nombre genérico que deriva de apium, un nombre latino antiguo para el apio o perejil.
prostratum: epíteto latíno que significa "prostrada, rastrera".
Variedad
- Apium prostratum var. filiforme (A.Rich.) Kirk

Sinonimia
- Apium australe var. angustisectum H.Wolff
- Apium australe var. latisectum H.Wolff
- Apium dunicola Pontiroli
- Apium graveolens Cham.
- Apium prostratum var. maritimum Domin
- Helosciadium australe Bunge
- Helosciadium prostratum Bunge
- Petroselinum australe Hook.f.
- Petroselinum filiforme A.Rich.
- Petroselinum prostratum DC.[5]